# PKCS12
En cryptographie, PKCS #12 est l'une des normes de la famille Public-Key Cryptography Standards (PKCS) ou standards de cryptographie à clé publique, publiée par les Laboratoires RSA. Il définit un format de fichier couramment utilisé pour stocker les certificats de clés publiques X.509 ainsi que les clés privées qui leur sont associées. Ce format de fichier est protégé par un mot de passe symétrique, et est le successeur du format PFX de Microsoft.
Le format PKCS #12 est utilisé pour stocker les clés privées et des certificats dans un seul fichier chiffré : par exemple Java l'utilise pour ses keystore.
L'extension de fichier pour les fichiers PKCS #12 est habituellement ".p12". Ces fichiers peuvent être créés, analysés et lus par exemple avec la sous-commande pkcs12 de OpenSSL.

## Utilisation d'un certificat PKCS #12 dans un navigateur
Dans un navigateur web, il est possible d'importer un certificat au format PKCS #12, le but est de faire du https avec authentification du client.